# 近亲尖额蚤
近亲尖额蚤（学名：Alona affinis）为盘肠蚤科尖额蚤属的动物。分布于亚洲、欧洲、美洲、非洲以及中国大陆的广西、福建、浙江、江苏、河北、湖北、云南、内蒙古、青海、西藏、新疆等地，多见于湖泊近岸水草丛中以及湖泊敞水区和池塘内。